# Саласко
Саласко (итал. Salasco) је насеље у Италији у округу Верчели, региону Пијемонт.
Према процени из 2011. у насељу је живело 174 становника. Насеље се налази на надморској висини од 156 м.

## Становништво
Према резултатима пописа становништва 2011. у општини је живело 237 становника.
| 1931. | 1936. | 1951. | 1961. | 1971. | 1981. | 1991. | 2001. | 2011. |
| ----- | ----- | ----- | ----- | ----- | ----- | ----- | ----- | ----- |
| 555   | 658   | 623   | 459   | 311   | 232   | 240   | 251   | 237   |